# Љубиша Пецељ
Љубиша Пецељ (Љубиње, 28. септембра 1993) босанскохерцеговачки је фудбалер који тренутно наступа за Раднички 1923 из Крагујевца.